# Le Café Au Petit Poucet
Pour les articles homonymes, voir Le Petit Poucet (homonymie).
Le Café Au Petit Poucet est un tableau réalisé par le peintre français Pierre Bonnard en 1928. 

## Présentation
Alors que Pierre Bonnard habite,à partir de 1928, le boulevard des Batignolles dans le quartier des Batignolles à Paris, il peint des scènes de la vie quotidienne, la vie parisienne, l’ambiance des cafés. Cette huile sur toile est une scène de genre qui représente l'intérieur d'un café donnant à l'angle de la place de Clichy et de la rue Biot, à Paris. 
Don d'Adèle et George Besson en 1963, l'œuvre fait partie des collections du musée national d'Art moderne, mais elle se trouve depuis 1972 en dépôt au musée des Beaux-Arts et d'Archéologie de Besançon. Il s'agit du pendant de la toile La Place Clichy, également offerte par le couple Besson et également exposée à Besançon. Comme celle de cette dernière, sa composition est barrée par la frange du store banne de l'établissement, où l'on peut lire certaines lettres de l'enseigne par transparence.

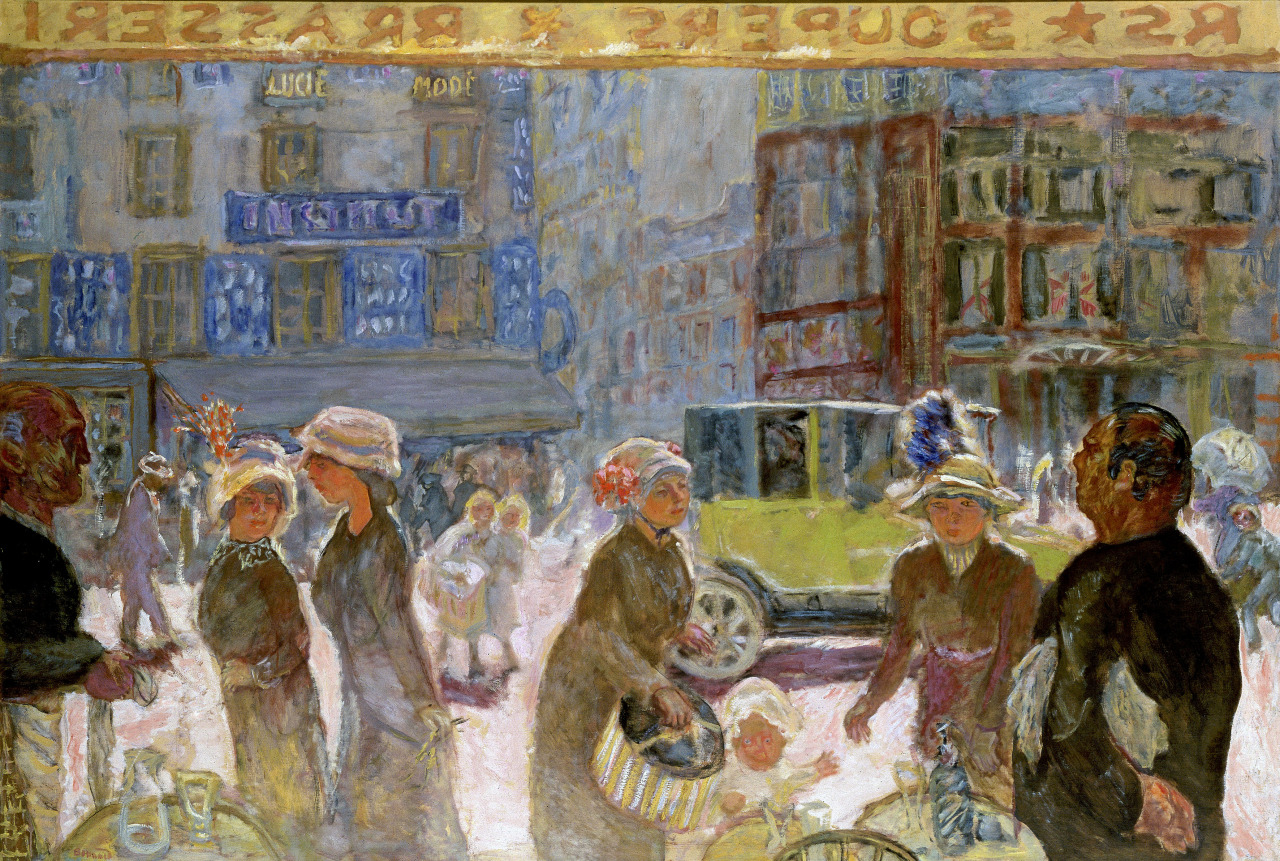
La Place Clichy, 1912.